# Joe Lombardo
Joseph Michael Lombardo, detto Joe (Sapporo, 8 novembre 1962), è un politico statunitense, governatore del Nevada dal 2 gennaio 2023 ed in precedenza sceriffo della Contea di Clark dal 2015 al 2023.

## Biografia
Figlio di un veterano della United States Air Force, Joe Lombardo nacque da una famiglia di origini marchigiane e siciliane a Sapporo, in Giappone, dove visse per buona parte della sua adolescenza fino al 1976, quando si trasferì a Las Vegas. Qui vi si laureò in ingegneria civile fino ad ottenere un master in crisis management.
Nel 1980 si unì alla United States Army. Durante il suo periodo nell'esercito, ha prestato servizio presso il Nevada National Guard e nella United States Army Reserve. Ha terminato il servizio militare nel 1986.
È entrato a far parte del dipartimento di polizia metropolitana di Las Vegas come ufficiale nel 1988. Ha scalato i ranghi, diventando sergente nel 1996, tenente nel 2001 e capitano nel 2006. È stato promosso assistente sceriffo nel 2011.
In qualità di assistente sceriffo, Lombardo era a capo del gruppo dei servizi delle forze dell'ordine, che comprendeva le divisioni del dipartimento incaricate dei servizi tecnici, dell'informatica, dei sistemi radio e degli standard professionali.
Lombardo ha anche fatto parte del consiglio di amministrazione della Fondazione LVMPD dal 2007 al 2014. Si è ritirato dalle forze di polizia dopo 26 anni di servizio e si è dimesso dal consiglio di amministrazione della fondazione nel 2014 dopo essere stato eletto sceriffo della contea di Clark.
È apparso anche nel programma televisivo Cops all'inizio degli anni 2000.
Nel 2022 si è candidato come repubblicano a governatore del Nevada sfidando il democratico uscente Steve Sisolak. La sfida elettorale si è poi conclusa con la vittoria di Lombardo, che ha sconfitto il governatore uscente per più di 15 000 voti (48,8% contro il 47,3 dello sfidante), entrando in carica a partire dal 2 gennaio 2023.